# Jan Matthijs
Jan Matthijs (znany także jako Jan Matthias lub Johann Mathyszoon) (ur. ?, zm. 5 kwietnia 1534) — jeden z czołowych przywódców ruchu anabaptystów, przez swoich naśladowców ogłoszony prorokiem.

## Życiorys
Matthijs był piekarzem w Amsterdamie. W latach dwudziestych XVI wieku przyjął anabaptyzm dzięki kontaktom z Melchiorem Hoffmanem. W krótkim czasie ochrzcił tysiące nowych wyznawców. Po uwięzieniu Melchiora Hoffmana urósł do roli przywódcy ruchu anabaptystów. Wobec krwawych prześladowań anabaptystów odrzucił teologię pacyfizmu Hoffmana uznając, że na ucisk należy odpowiadać oporem.
W 1534 anabaptyści przejęli kontrolę nad niemieckim miastem Münster. Jan z Lejdy, niderlandzki anabaptysta i uczeń Matthijsa, wraz z grupą lokalnych kupców wezwał Jana Matthijsa do przybycia. Matthijs ogłosił Münster „Nowym Jeruzalem”. 5 stycznia 1534 liczna grupa jego uczniów weszła do miasta wprowadzając powszechny chrzest dorosłych. 
Powstała wtedy „komuna z Münster” ogłosiła wojnę przeciwko biskupowi miasta Franzowi von Waldeck. W kwietniu 1534, w Niedzielę Wielkanocną, na którą przewidział nastanie dnia Sądu Ostatecznego, Matthijs wyruszył z miasta w grupie trzydziestu towarzyszy, aby prowadzić dalej działalność misyjną. Wkrótce cała grupa została zatrzymana przez wojska biskupa. Jan Matthijs i jego towarzysze zostali ścięci, a ich głowy wbite na pale przed miastem Münster w taki sposób, aby były widoczne przez mieszkańców miasta dalej objętego rebelią.
„Komuna z Münster” przetrwała jeszcze przez rok. W czerwcu 1535 roku miasto zostało odbite przez wojska biskupa, a większość mieszkańców zginęła w zorganizowanej masakrze. 
W 2000 roku we Włoszech wydana została powieść Luthera Blissetta Q. Taniec śmierci opowiadająca między innymi dzieje Jana Matthijsa i jego towarzyszy. Jan Matthijas jest także bohaterem opery Giacomo Meyerbeera pt. „Prorok”.